# Svarttjärnen (Skogs socken, Hälsingland, 677021-155845)
Svarttjärnen är en sjö i Söderhamns kommun i Hälsingland och ingår i Skärjåns huvudavrinningsområde.